# 1965-ös magyar teniszbajnokság
Az 1965-ös magyar teniszbajnokság a hatvanhatodik magyar bajnokság volt. A bajnokságot augusztus 7. és 15. között rendezték meg Budapesten, a Vasas Pasaréti úti tenisztelepén.

## Eredmények
| Versenyszám  | Arany                                                   | Arany | Ezüst                                            | Ezüst | Bronz                                                                                            | Bronz |
| ------------ | ------------------------------------------------------- | ----- | ------------------------------------------------ | ----- | ------------------------------------------------------------------------------------------------ | ----- |
| Férfi egyéni | Gulyás István Újpesti Dózsa                             |       | Szikszay András Újpesti Dózsa                    |       | Jancsó Antal Bp. VTSK                                                                            |       |
| Női egyéni   | Kunovits Zsuzsa Újpesti Dózsa                           |       | Széll Erzsébet Bp. Honvéd                        |       | Borka Katalin Újpesti Dózsa                                                                      |       |
| Férfi páros  | Gulyás István, Szikszay András Újpesti Dózsa            |       | Jancsó Antal, Komáromy Ferenc Bp. VTSK, Vasas SC |       | Szőke Péter, Szőcsik András Bp. Vörös MeteorVarga Géza, Fehér János Újpesti Dózsa                |       |
| Női páros    | Szabó Éva, Hensch Judit Vasas SC                        |       | Bardóczy Klára, Széll Erzsébet Bp. Honvéd        |       | Szörényi Judit, Fuchs Anna Bp. VTSKSólyom Erzsébet, Géczy Mária Bp. Spartacus                    |       |
| Vegyes páros | Gulyás István, Bardóczy Klára Újpesti Dózsa, Bp. Honvéd |       | Szikszay András, Borka Katalin Újpesti Dózsa     |       | Balázs György, Géczy Mária Bp. SpartacusSzőke Péter, Széll Erzsébet Bp. Vörös Meteor, Bp. Honvéd |       |